# Robert John Brennan

Wappen von Robert John Brennan als Bischof von Brooklyn

Wappen von Robert John Brennan als Bischof von Columbus

Wappen von Robert John Brennan als Weihbischof

Robert John Brennan (* 7. Juni 1962 in New York City) ist ein US-amerikanischer Geistlicher und römisch-katholischer Bischof von Brooklyn.

## Leben
Robert John Brennan empfing am 27. Mai 1989 durch den Bischof von Rockville Centre, John Raymond McGann, das Sakrament der Priesterweihe.
Am 8. Juni 2012 ernannte ihn Papst Benedikt XVI. zum Titularbischof von Erdonia und bestellte ihn zum Weihbischof in Rockville Centre. Der Bischof von Rockville Centre, William Francis Murphy, spendete ihm am 25. Juli desselben Jahres die Bischofsweihe; Mitkonsekratoren waren der Erzbischof von Philadelphia, Charles Joseph Chaput OFMCap, und der Weihbischof in Rockville Centre, Paul Henry Walsh.
Papst Franziskus ernannte ihn am 31. Januar 2019 zum Bischof von Columbus. Die Amtseinführung erfolgte am 29. März desselben Jahres. Am 29. September 2021 bestellte ihn Papst Franziskus zum Bischof von Brooklyn. Die Amtseinführung fand am 30. November desselben Jahres statt.